# Glenn Loovens
Glenn Loovens (* 22. September 1983 in Doetinchem) ist ein niederländischer Fußballspieler.

## Vereinskarriere
Loovens wurde in Doetinchem geboren, wuchs jedoch in Rotterdam auf, wo er als Vierjähriger gemeinsam mit seinem sechsjährigen Bruder Ivo bei HOV/DJSCR Rotterdam mit dem Fußballspielen begann. Der Sohn des ehemaligen FC-Twente-Spielers Hans Loovens wechselte mit zwölf Jahren in die Jugend von Feyenoord, wo er unter anderem gemeinsam mit Robin van Persie spielte. Der Rotterdamer Club war auch seine erste Profistation. In der Eredivisie debütierte der Innenverteidiger am 25. November 2001 unter Trainer Bert van Marwijk gegen Willem II, konnte sich aber nicht in der ersten Mannschaft durchsetzen, da van Marwijk den erfahreneren Patrick Paauwe vorzog. Am UEFA-Pokalfinale 2002 konnte er nicht teilnehmen, da er sich bei einem Zusammenstoß mit NAC-Spieler Orlando Engelaar eine Gehirnerschütterung zugezogen hatte. Am Anfang der nächsten Saison warf ihn eine Knieverletzung weiter zurück, und so kam er in den ersten zwei Spielzeiten bis 2003 nur zu 20 Einsätzen. In der Saison 2003/04 wurde Loovens erstmals ausgeliehen und machte 22 Spiele für den Lokalrivalen Excelsior in der Eerste Divisie. In der Folgesaison kam er unter dem neuen Trainer Ruud Gullit zunächst in sechs weiteren Spielen bei Feyenoord zum Einsatz, ehe er für den Rest der Spielzeit zum Aufsteiger De Graafschap aus seiner Geburtsstadt Doetinchem ausgeliehen wurde. Den direkten Wiederabstieg der Grafschafter konnte er nicht verhindern.
Zur Saison 2005/06 holte ihn Cardiff City in die zweite englische Liga, zunächst ebenfalls auf Leihbasis. Bei den Walisern konnte Loovens sich innerhalb kürzester Zeit neben Kapitän Darren Purse einen Stammplatz in der Abwehr erspielen. Seine robuste Spielweise brachte ihm den Spitznamen The Terminator ein. Cardiff kaufte ihn Feyenoord zur Saison 2006/07 ab. Drei Spielzeiten blieb Loovens insgesamt bei den Walisern, für die er in exakt 100 Ligaspielen auf dem Platz stand und mit denen er 2008 das FA-Pokalfinale erreichte, ehe er im August 2008 zu Celtic wechselte. Nach vier Jahren in Schottland zog es ihn nach Spanien, wo er von 2012 bis 2013 bei Real Saragossa spielte. Danach stand er fünf Jahre bei Sheffield Wednesday unter Vertrag. Im Jahr 2018 wechselte er zum AFC Sunderland.

## Nationalmannschaft
Loovens wurde bereits in seiner ersten Profisaison in der von Foppe de Haan trainierten U-21-Auswahl des KNVB eingesetzt. Im August 2009 berief ihn sein ehemaliger Feyenoord-Trainer van Marwijk, mittlerweile Bondscoach, überraschend in den erweiterten und am 28. August 2009 in den endgültigen Kader der A-Nationalmannschaft für ein Freundschaftsspiel gegen Japan und das letzte WM-Qualifikationsspiel gegen Schottland. Beim 3:0-Sieg gegen Japan am 5. September in Enschede gab er ebenso wie Eljero Elia und Torhüter Piet Velthuizen sein Debüt in Oranje.

## Erfolge
- UEFA-Pokalsieger: 2002 (mit Feyenoord)
- Schottischer Meister: 2012
- Schottischer Pokalsieger: 2011 (mit Celtic)
- Schottischer Ligapokalsieger: 2009 (mit Celtic)